# Sobor (kerk)

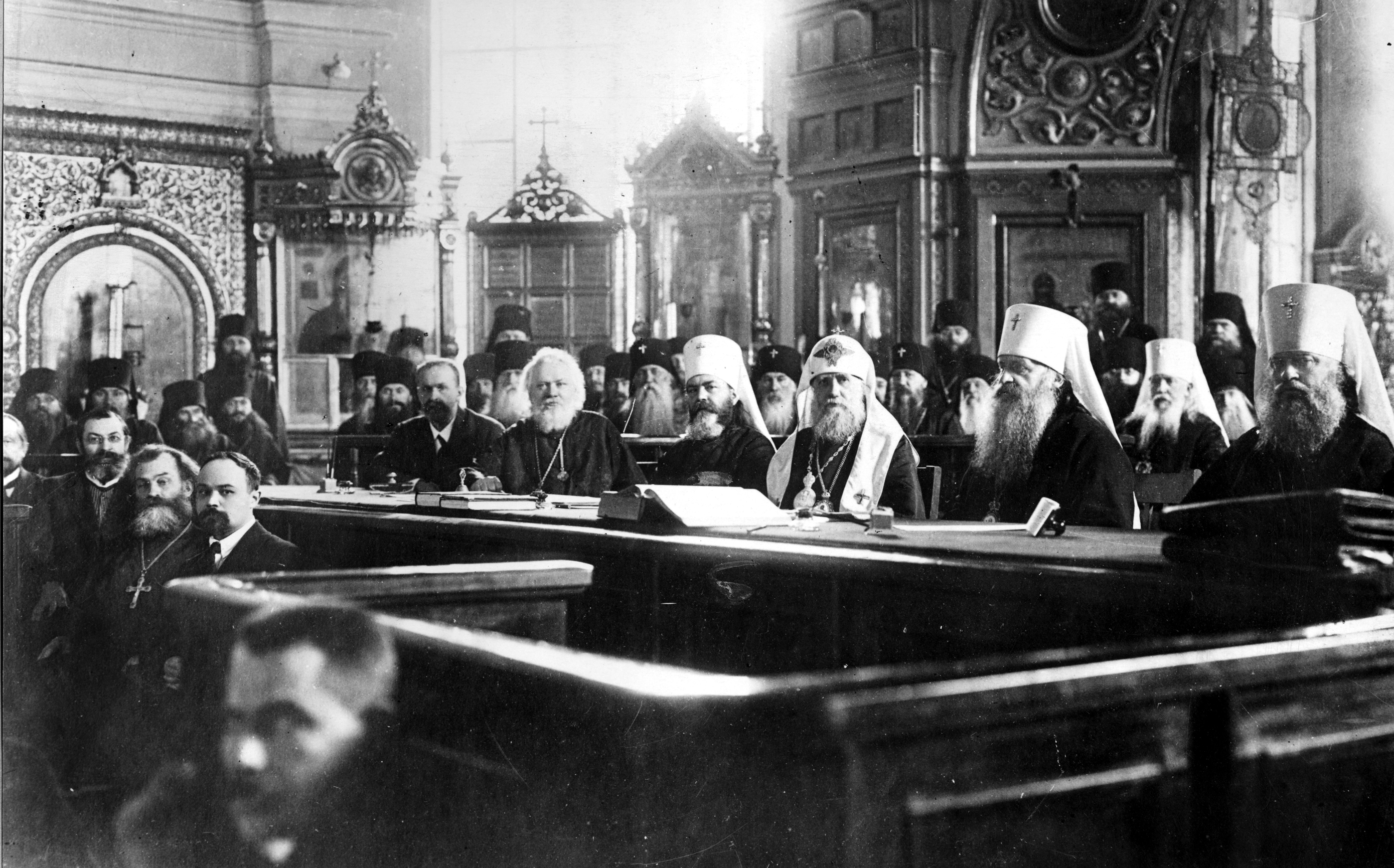
De sobor van de Russisch-orthodoxe Kerk in 1917.

Een sobor (Cyrillisch: собор; uitspraak: sabor; "verzameling") is binnen de kerken die een Slavische taal gebruiken (Bulgaars, Macedonisch, Russisch en Servisch-orthodoxe Kerk) en de Roemeens-orthodoxe Kerk een raad van bisschoppen en afgevaardigden van geestelijken en leken die de kerk vertegenwoordigen bij belangrijke zaken. Het woord is afgeleid van het Kerkslavische woord voor "samenkomst". Vandaar uit wordt het woord ook voor andere zaken gebruikt, zoals een kathedraal (of andere hoofdkerk) en andere samenkomsten, zoals het onregelmatige Russische parlement vanaf de 16e eeuw, de Semski Sobor (Russisch: Земский собор).

## Kerkvergaderingen
Sobors worden in tegenstelling tot synodes, die op regelmatige tijden worden gehouden en alleen voor bisschoppen toegankelijk zijn, alleen gehouden wanneer daartoe noodzaak wordt gezien. Geestelijken en leken zijn als afgevaardigden aanwezig om de consensus van de kerk te zoeken met betrekking tot belangrijke zaken, maar de bisschoppen vormen zelf het hogerhuis van de sobor en de leken kunnen hun besluiten niet herroepen. Een bisschop kan ook zelf (jaarlijks of op onregelmatige tijden) een sobor bijeenroepen voor zijn bisdom, waaraan afgevaardigden van geestelijkheid, kloosters en parochies uit zijn bisdom mogen deelnemen.
Belangrijke sobors uit de geschiedenis van de Russisch-orthodoxe Kerk zijn:
- Stroglavy Sobor (1551), "Honderd hoofdstukken"; basis voor een groot aantal hervormingen, zoals de scheiding tussen kerk en staat (tsaar), recht van de kerk op bezit, verbod op het stichten van grote dorpen door kloosters in steden ed.
- Moskouse Sobor (1666–1667), over de hervormingen van patriarch Nikon
- Russische Sobor van 1917, herstel van het patriarchaat van Moskou en aanstelling Tichon als eerste moderne patriarch
- Russische Sobor van 1988, bij 1000e verjaardag van de Kerstening van het Kievse Rijk, oproep om de kerk te leiden in deze tijd van glasnost en verlies van grip van de sovjetautoriteiten op de kerk